# Chasmophyt

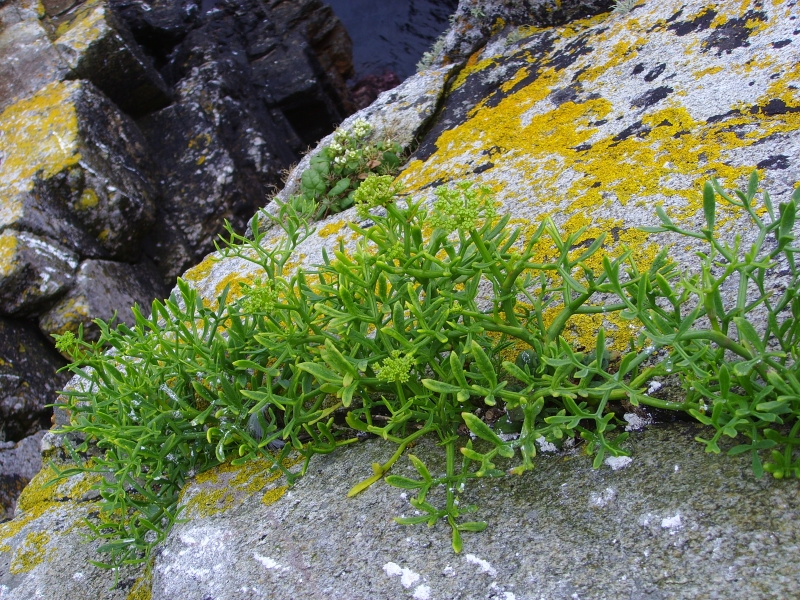
Meerfenchel (Crithmum maritimum), ein Chasmophyt

Ein Chasmophyt oder lang Chasmochomophyt (altgriechisch χάσμα chasma ‚Erdspalte‘ und φυτόν phyton ‚Pflanze‘) ist eine Pflanze, die in Felsspalten wächst. Chasmophyten nutzen dabei den Spaltenhumus, der sich dort sammelt. Der kürzere und heute geläufigere Terminus Chasmophyt wurde im Jahr 1903 von Max Oettli eingeführt.
Die Spalten entstehen vor allem durch in den Fels eindringendes gefrierendes Wasser, der Spaltenfrost verstärkt die Ablösung von Gestein und es entstehen dort sehr oft nicht nur kleine Terrassen, sondern rein durch die Ablösung oder dann durch die Wirkung des gefrierenden Wassers kleinere oder größere Spalten.